# امین‌آباد (بستان‌آباد)
امین‌آباد یکی از روستاهای استان آذربایجان شرقی است که در دهستان قوری‌گل بخش مرکزی شهرستان بستان‌آباد واقع شده‌است.این روستا ۳۷ نفر جمعیت دارد.